# Air Afrique

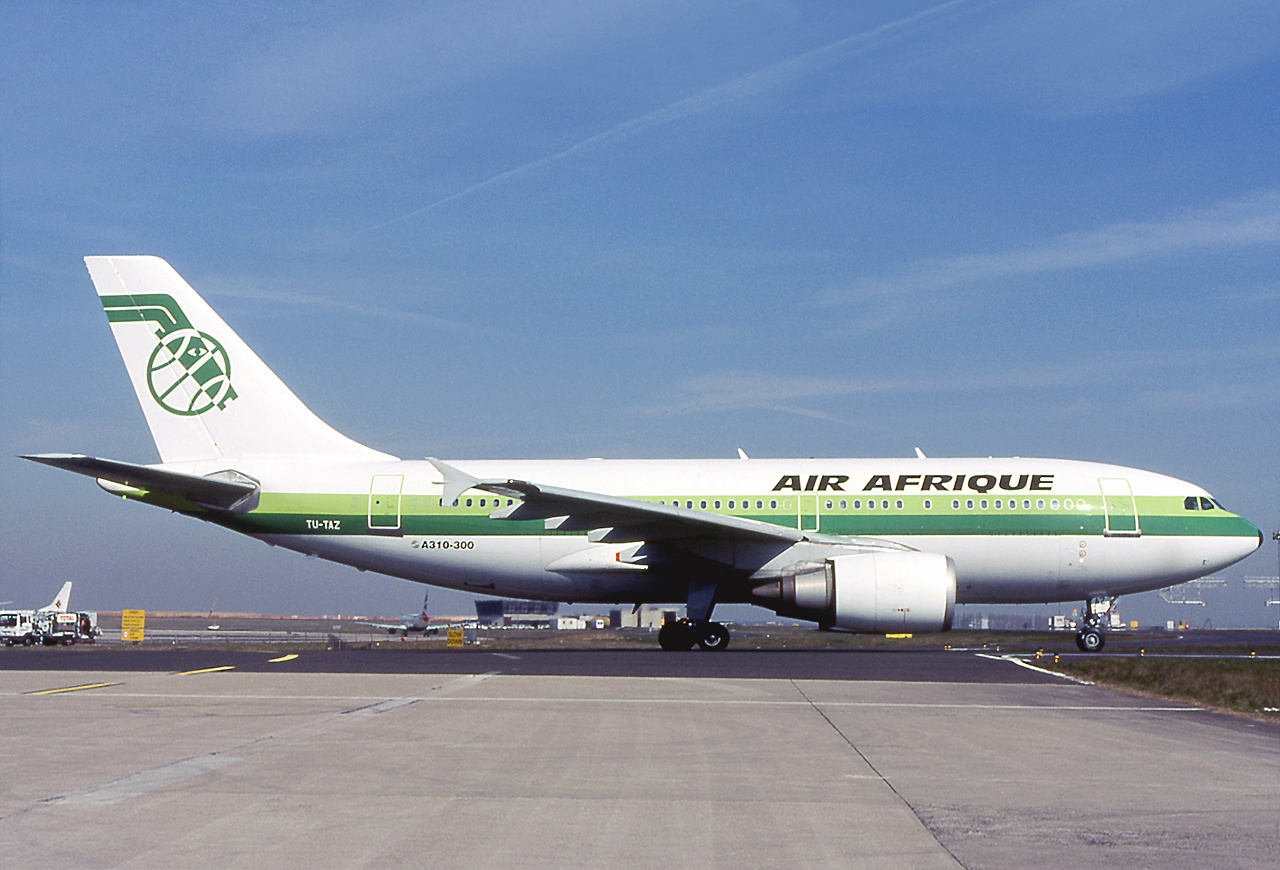
Een Airbus A310 van Air Afrique in 2000

Air Afrique was een Afrikaanse luchtvaartmaatschappij die gevestigd was in Bamako, Mali.

## Geschiedenis

### Oprichting
Op 28 maart 1961 werd Air Afrique gesticht door Air France en de volgende elf West-Afrikaanse landen:
- Benin
- Burkina Faso
- Centraal-Afrikaanse Republiek
- Congo-Brazzaville
- Ivoorkust
- Mali
- Mauritanië
- Niger
- Senegal
- Togo
- Tsjaad

### Kaping
Op 24 juli 1987 kaapt Hussein Mohammed Hariri, een man die beweert lid te zijn van Hezbollah, een Air Afrique DC-10 onderweg van Rome naar Parijs. Hij eist dat ze naar Beiroet vliegen en, als teken van vastberadenheid, vermoordt hij een Franse passagier, een van de 148 passagiers aan boord van het vliegtuig. Hij verwondt ook een stewardess die probeerde hem te overmeesteren.

### Ondergang
In 2001 verkochten de elf Afrikaanse oprichters, die 68% van het bedrijf bezaten, bijna twee derde van hun aandeel in Air Afrique aan Air France en een andere investeerder in ruil voor 69 miljoen dollar. In oktober van datzelfde jaar stopte Air Afrique alle diensten die zij verleenden.